# راديكوفاني
راديكوفاني؛ هي بلدية في مقاطعة سيينا في إقليم توسكانا الإيطالي، وتقع في الحديقة الطبيعية فال دورشيا على بعد حوالي 110 كيلومتر (68 ميل) جنوب شرق فلورنسا وحوالي 60 كيلومتر (37 ميل) جنوب شرق سيينا.
تقع حدود راديكوفاني على البلديات التالية: أباديا سان سلفاتوري، كاستيليوني دورشيا، بينزا، سان كاسيانو دي باني، سارتيانو.

## المناخ
يتميز المناخ بدرجات حرارة مرتفعة نسبيًا وهطول أمطار موزعة بالتساوي على مدار العام. التصنيف الفرعي للمناخ حسب كوبن لهذا المناخ هو (المناخ شبه الاستوائي الرطب).

## المعالم السياحية الرئيسية
المعلم الرئيسي في راديكوفاني هو قلعتها، ذات الأصل الكارولينجي، والتي تم توثيقها منذ عام 978 باسم قلعة غينو دي تاكو. تحتل أعلى نقطة في التل على 896 متر (2,940 قدم) ، تم ترميمها بعد الاستيلاء عليها من دوقية توسكانا الكبرىـ وتحتوي على خطين من الجدران: الخارجي على شكل خماسي، في حين أن الداخلي على شكل مثلث، مع ثلاثة أبراج مدمرة في كل زاوية وبرج (دونجون) يمكن زيارته.
ومن الجدير بالذكر أيضًا كنيسة سان بيترو الرومانية التي تضم صحنًا يضم أعمال أندريا ديلا روبيا وبينيديتو بوجليوني وسانتي بوجليوني. كما أن من أعمال ديلا روبيا أيضًا صورة السيدة العذراء الثمينة مع القديسين على المذبح العالي لكنيسة سانت أجاتا إلى الجنوب مباشرة من المدينة يوجد بوسكو إيزابيلا .

## الحكومة البلدية

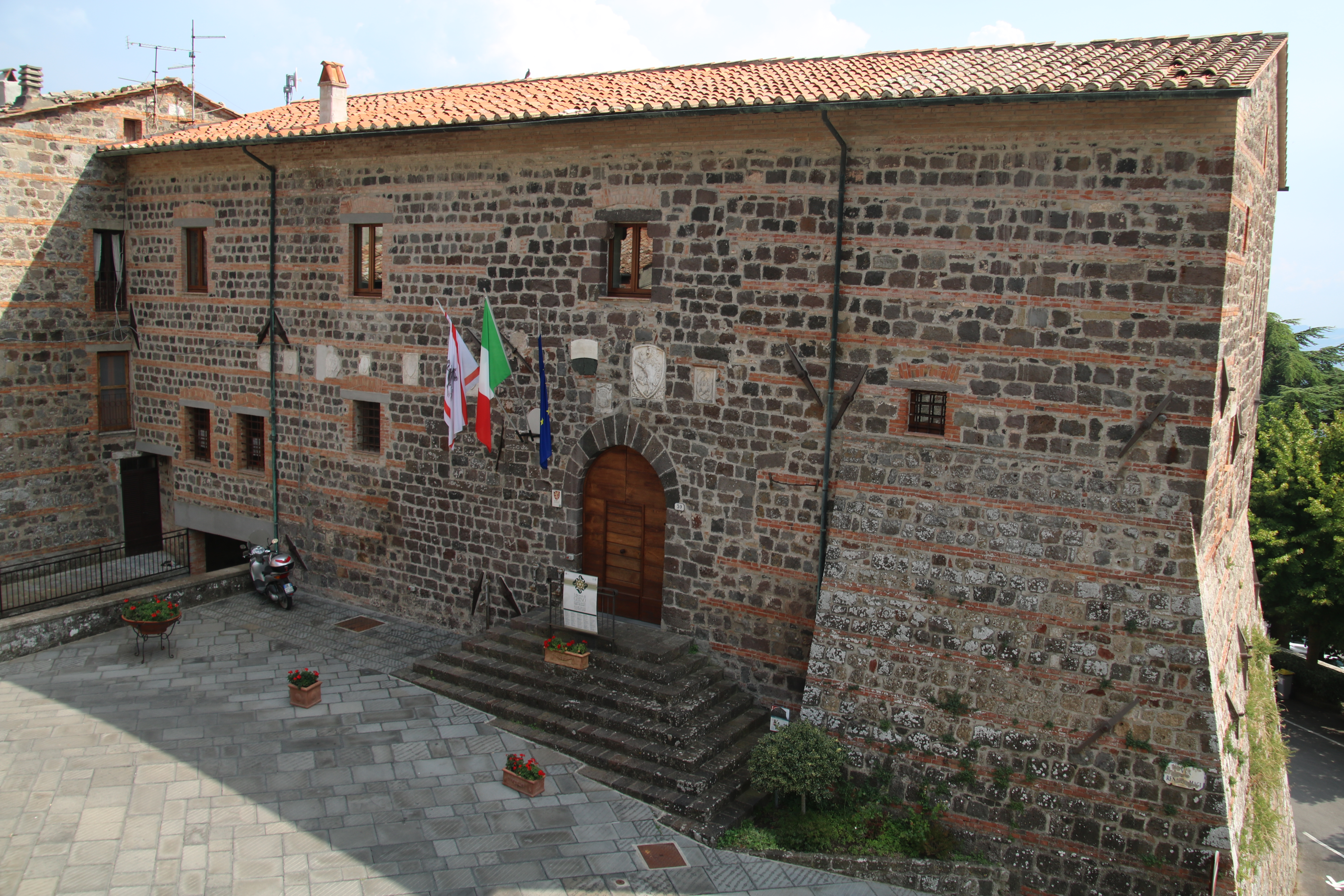
قاعة البلدة.

يرأس راديكوفاني رئيس بلدية بمساعدة هيئة تشريعية، وهيئة تنفيذية، منذ عام 1995، أصبح رئيس البلدية وأعضاء المجلس البدي يتم انتخاب رؤساء البلديات بشكل مباشر من قبل المواطنين المقيمين، بينما في الفترة من 1945 إلى 1995 كان يتم اختيار رئيس البلدية من قبل الهيئة التشريعية يرأسها رئيس البلدية، الذي يعين أعضاء آخرين.
منذ عام 1995 يتم انتخاب رئيس بلدية راديكوفاني بشكل مباشر من قبل المواطنين، في البداية كل أربع سنوات، ثم كل خمس سنوات. العمدة الحالي هو فرانشيسكو فابريزي، انتخب في 25 مايو 2014 وأعيد انتخابه في 26 مايو 2019 وفي 9 يونيو 2024.
| عمدة               | بداية الفصل الدراسي | نهاية الفصل الدراسي |  | حزب   |
| ------------------ | ------------------- | ------------------- |  | ----- |
| أندريا بونسيجنيوري | 24 أبريل 1995       | 14 يونيو 2004       |  | دي إس |
| ماسيمو ماجريني     | 14 يونيو 2004       | 26 مايو 2014        |  | بي دي |
| فرانشيسكو فابريزي  | 26 مايو 2014        | شاغل المنصب         |  | بي دي |

## معرض الصور

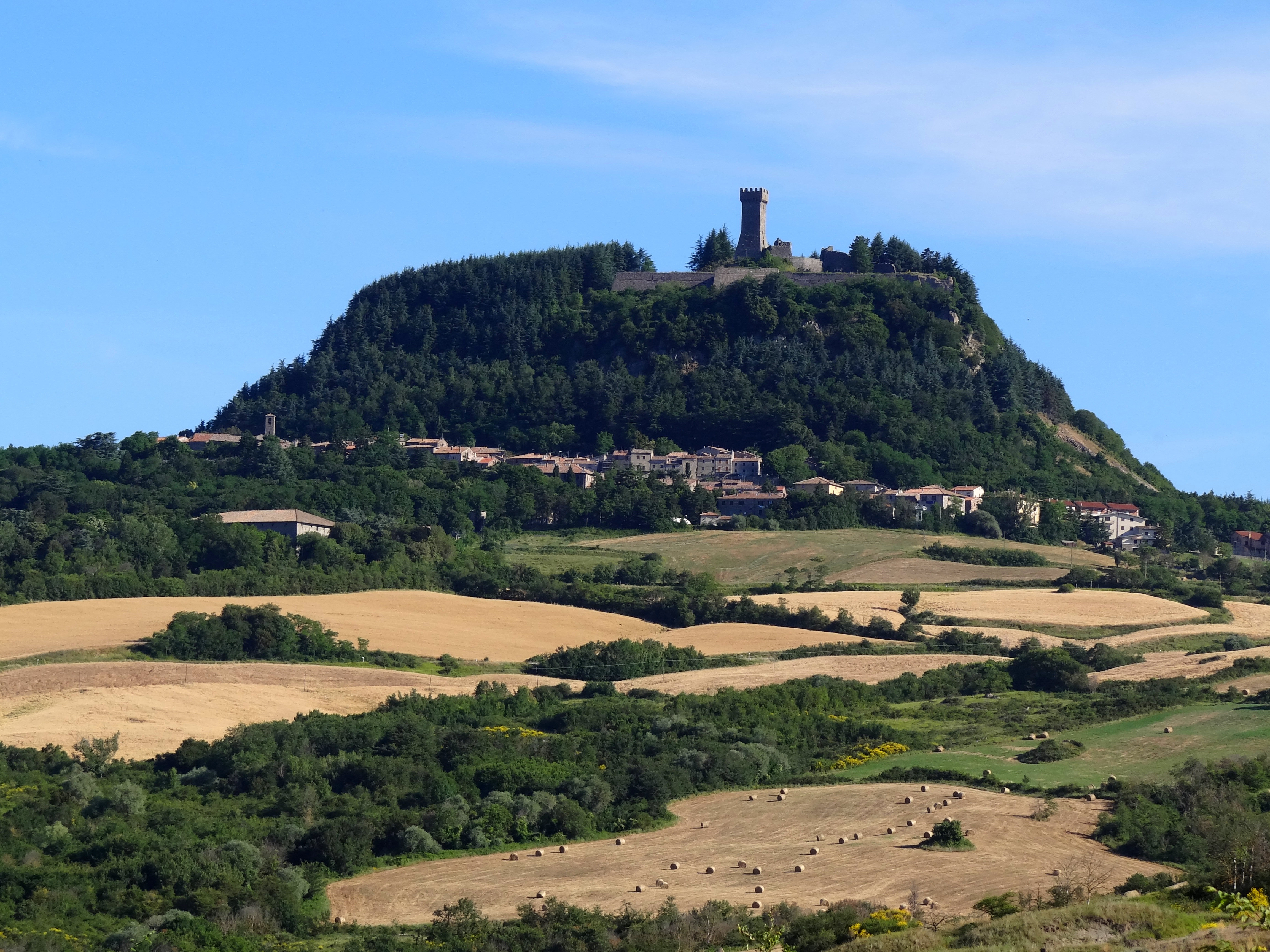
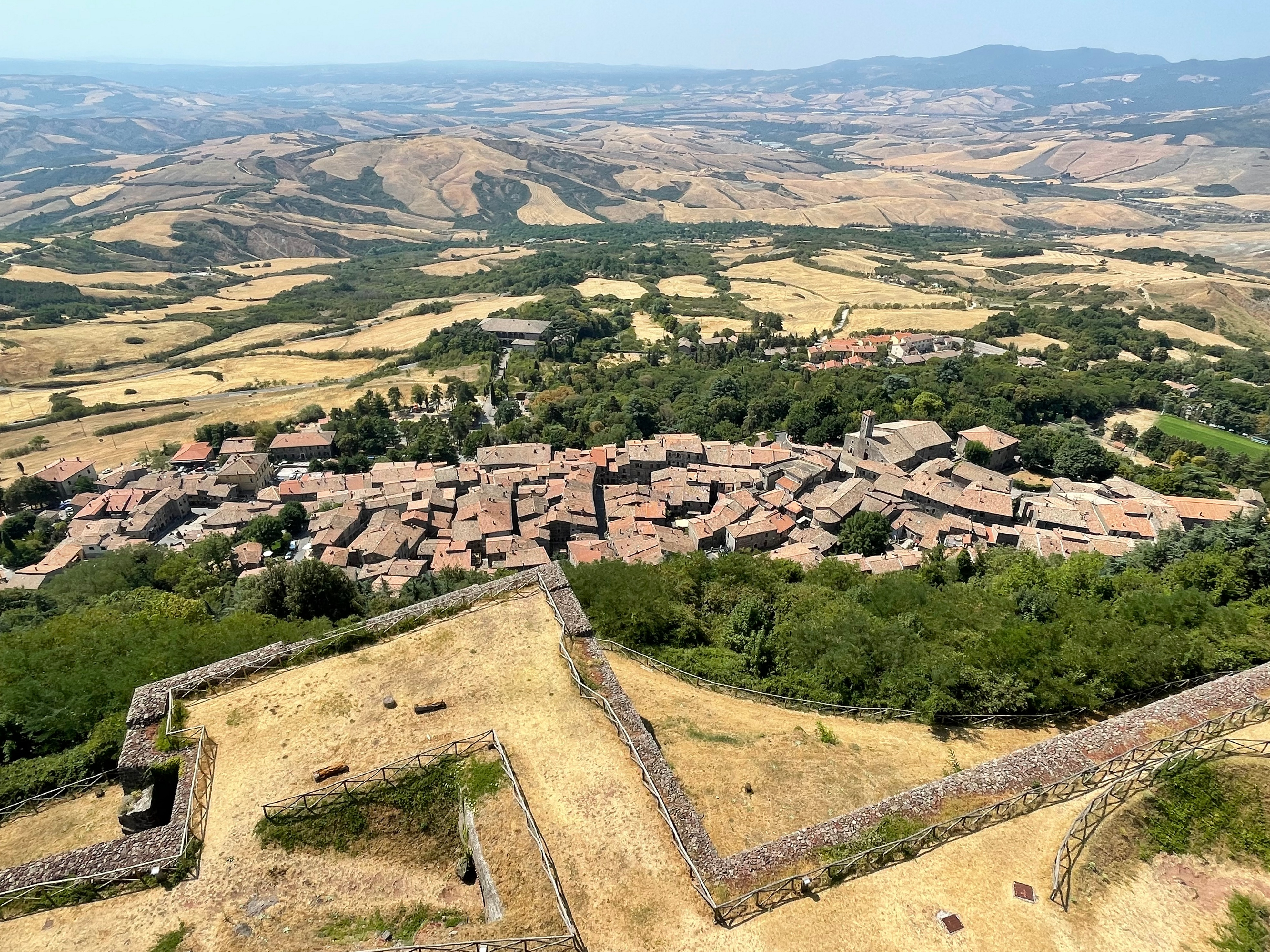
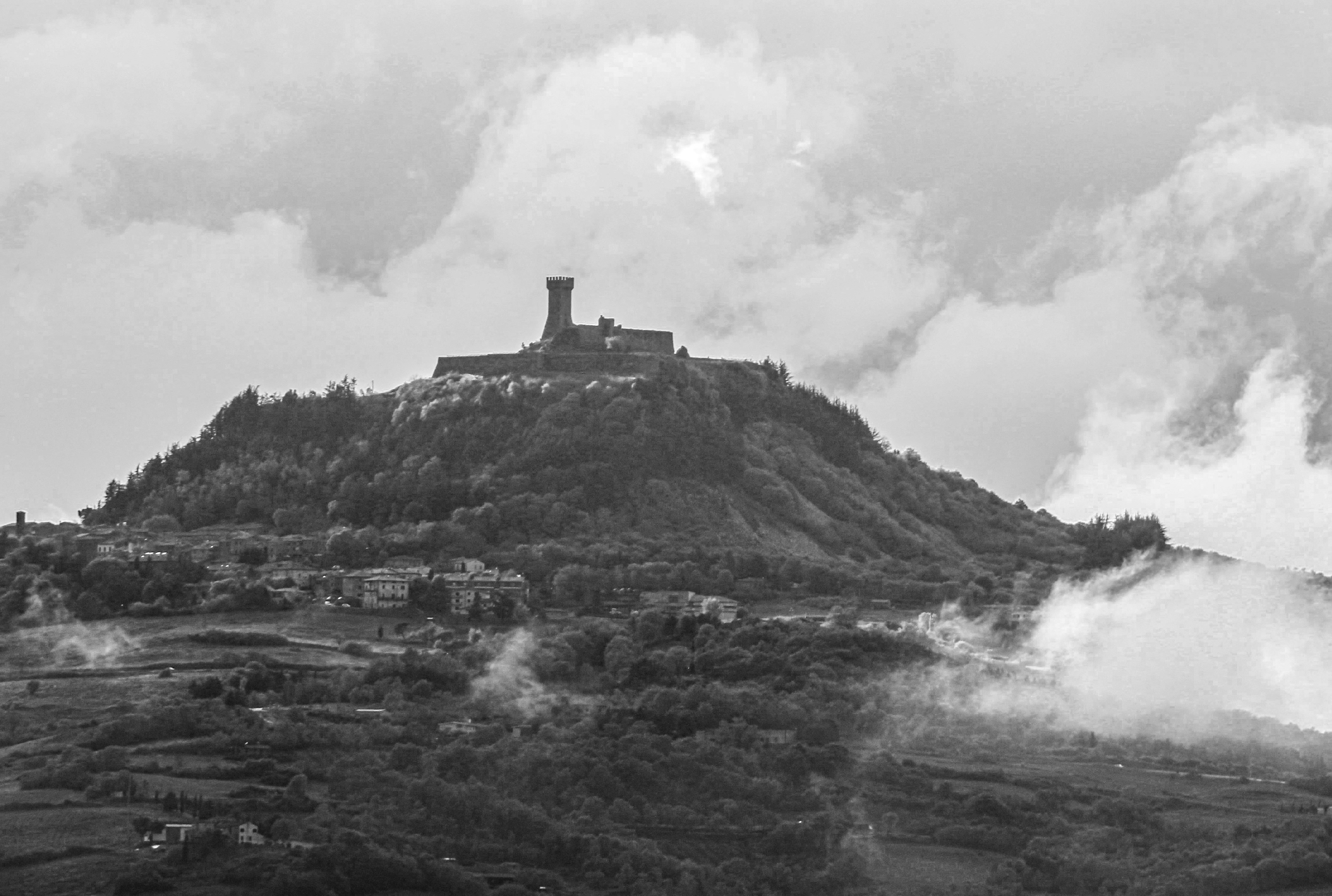
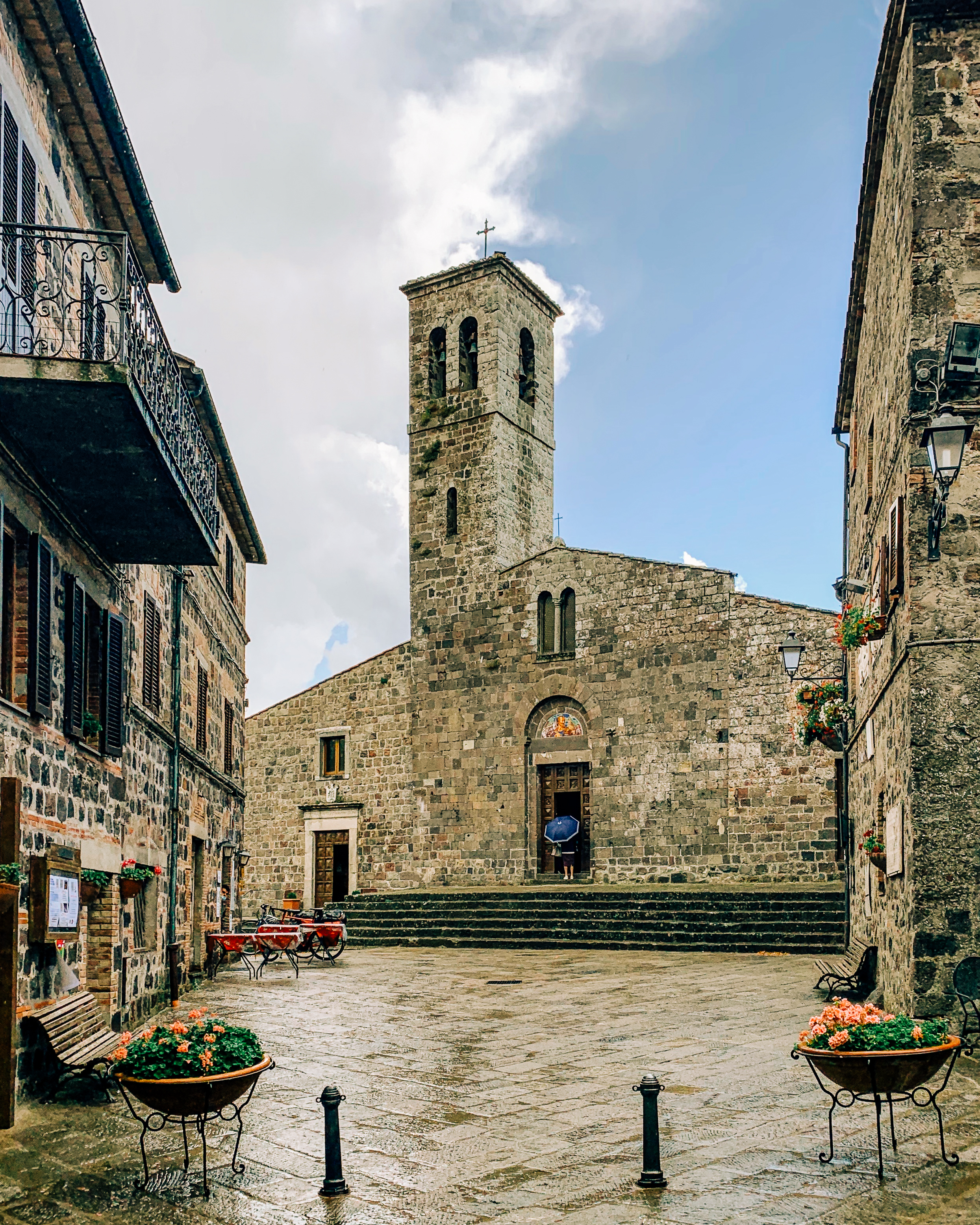
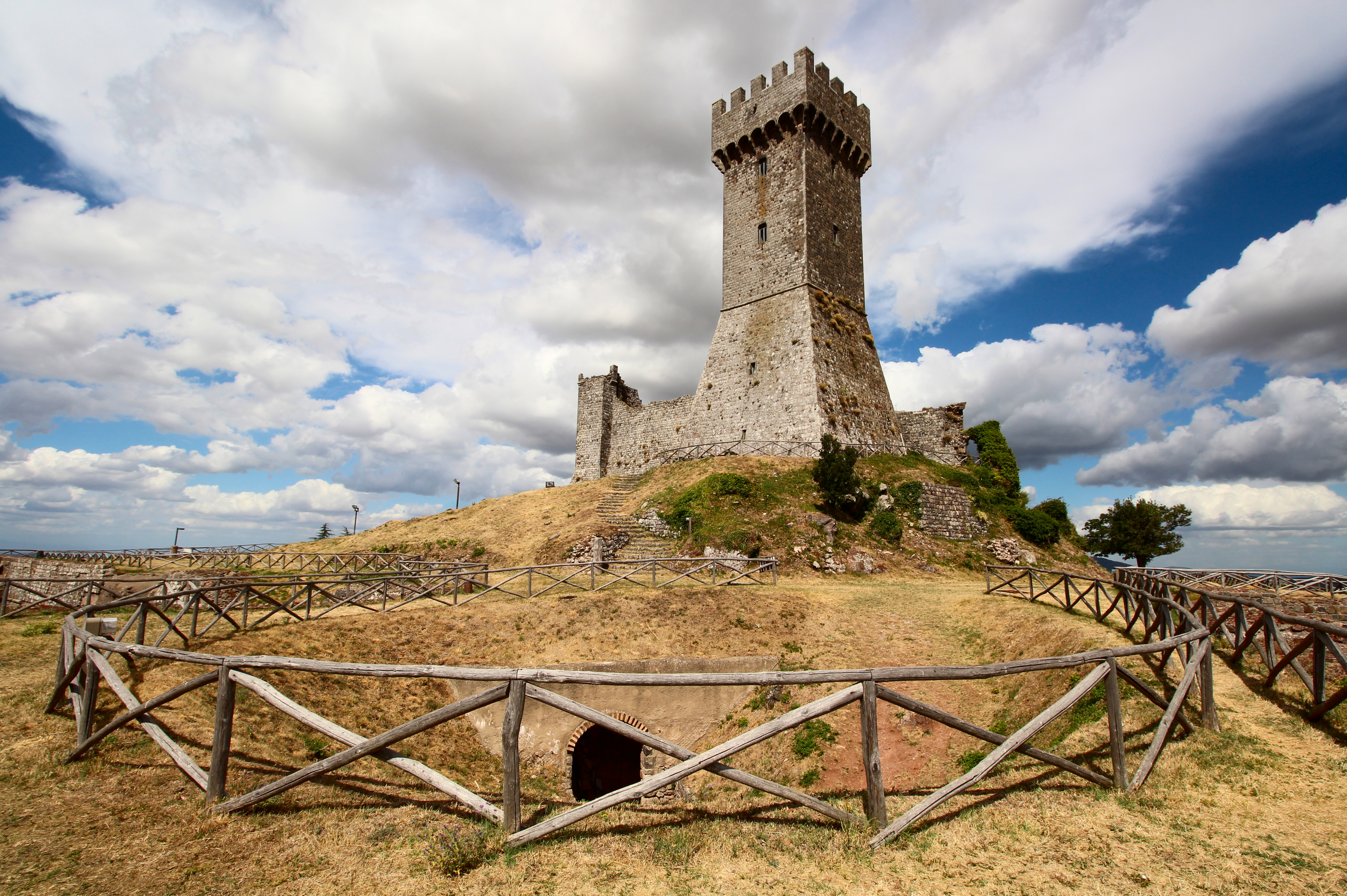
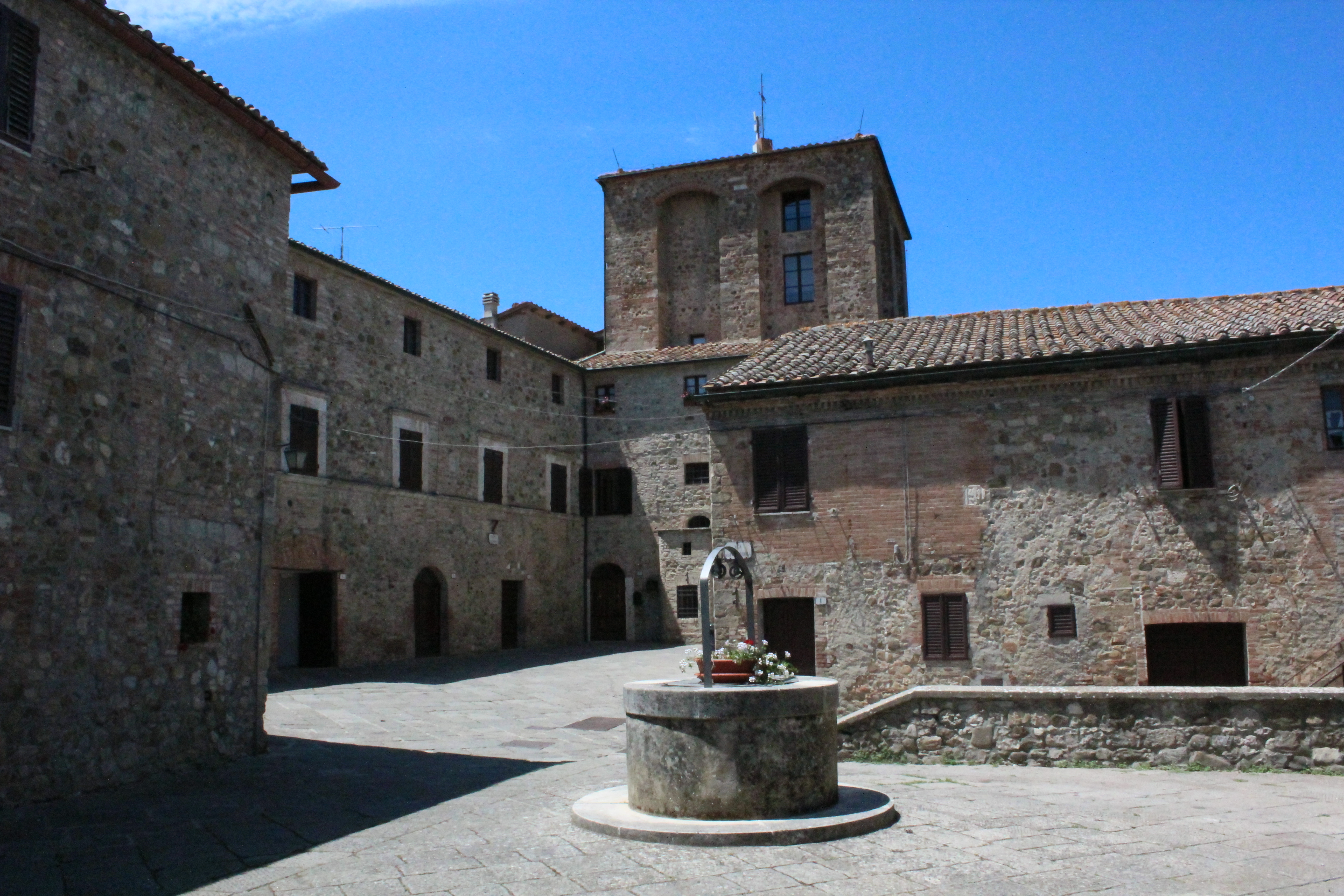

## وصلات خارجية
- الموقع الرسمي
- روكا دي راديكوفاني باللغة الإيطالية

بلديات